# Adenophora rupestris
Adenophora rupestris là loài thực vật có hoa trong họ Hoa chuông. Loài này được Reverd. mô tả khoa học đầu tiên năm 1935.